# اچ‌ام‌اس مینرو (اف۴۵)
اچ‌ام‌اس مینرو (اف۴۵) (به انگلیسی: HMS Minerva (F45)) یک کشتی بود. این کشتی در سال ۱۹۶۴ ساخته شد.